# SMS Westfalen
La SMS Westfalen era una delle navi da battaglia della classe Nassau, le prime navi tipo dreadnought costruite per la marina imperiale tedesca, fu impostata nei cantieri AG Weser di Brema il 12 agosto 1907, varata quasi un anno dopo, il primo luglio 1908, ed entrò in servizio nella Hochseeflotte il 16 novembre 1909. Le sue batterie principali erano formate da dodici cannoni da 28 cm (11 pollici) di calibro installati in sei torrette binate disposte in uno schema esagonale, inusuale nell’ambito della costruzione delle navi da battaglia dell’epoca.
Prese parte alla prima guerra mondiale in squadra con le sue pariclasse, nel teatro del Mare del Nord, dove partecipò a le numerose sortite della flotta tedesca che culminarono, il 31 maggio 1916, con la battaglia dello Jutland, dove partecipò ai violenti scontri notturni con il naviglio leggero britannico. La Westfalen tenne la testa della linea tedesca dalla sera e per tutta la notte, finché non raggiunse Wilhelmshaven la mattina seguente. Durante un'altra sortita della flotta, nell'agosto del 1916, fu colpita da un siluro lanciato da un sommergibile britannico e subì gravi danni, successivamente fu assegnata nel Mar Baltico in appoggio alle operazioni contro la flotta russa tra cui la battaglia del golfo di Riga. La Westfalen tornò nel Baltico nel 1918 in appoggio alla Guardia Bianca finlandese durante la guerra civile finlandese. Alla fine della guerra rimase in Germania mentre la maggior parte della flotta tedesca veniva internata a Scapa Flow. Nel 1919, in seguito l'autoaffondamento della flotta tedesca a Scapa Flow, fu ceduta agli Alleati come compensazione per le navi che si erano autoaffondate. Fu inviata in Inghilterra presso un cantiere dove venne demolita entro 1924.

## Descrizione

Schema della disposizione delle batterie principali nella classe Nassau

Il progetto della classe Nassau iniziò verso la fine del 1903 nel clima della corsa agli armamenti navali tra Gran Bretagna e Germania; a quel tempo, le navi da battaglia iniziavano ad imbarcare batterie secondarie di calibro sempre maggiore, tra cui le italiane e statunitensi con cannoni da 20,3 centimetri (8,0 in) e le britanniche con cannoni da 23,4 centimetri (9,2 in) di calibro, che surclassavano le navi tedesche della Classe Deutschland dotate di batterie secondarie da 17 centimetri (6,7 in). I progettisti tedeschi avevano inizialmente pensato di utilizzare batterie secondarie da 21 centimetri (8,3 in), ma relazioni di intelligence errate del 1904 che accreditavano alla futura classe Lord Nelson cannoni da 25,4 centimetri (10,0 in) li portarono a considerare il progetto di una nave più potente, dotata solo di cannoni grosso calibro considerando di installare otto cannoni da 28 centimetri (11 in). Nei due anni successivi, il progetto fu ingrandito ancora portando a dodici i cannoni installati, nel frattempo la Gran Bretagna aveva varato la HMS Dreadnought.
La Westfalen aveva una lunghezza di 146,1 m, un baglio massimo di 26,9 m ed il pescaggio era di 8,9 m. Il dislocamento standard era di 18873 t, che arrivava a 20535 t a pieno carico. La nave manteneva la configurazione di tre motori a vapore a tripla espansione su tre assi, alimentati da dodici caldaie a tubi d'acqua, rinunciando alle turbine a vapore. Questa configurazione forniva alla Westfalen una potenza di 21 699 cavalli vapore (15 960 kW) che gli permetteva una velocità massima di 19 nodi (35 km/h). L'autonomia di crociera raggiungeva le 8 380 miglia nautiche (15 520 km) alla velocità di 10 nodi. Le caldaie erano alimentate a carbone ma, nel 1915, fu aggiunta la possibilità di bruciare nafta. La scelta dei motori alternativi a vapore fu fatta sia dall'ammiraglio Alfred von Tirpitz sia dal Reichsmarineamt, il dipartimento navale per le costruzioni; che nel 1905 affermava che "l'uso delle turbine nelle navi da battaglia non è consigliabile." Il fattore principale per tale decisione fu il costo: in quel periodo, la ditta Parsons manteneva il monopolio brevettuale delle grandi turbine a vapore e richiedeva 1 milione di Goldmark in royalty per ogni turbina installata. Le industrie tedesche non furono in grado di produrre autonomamente delle turbine a vapore per grandi navi fino al 1910.

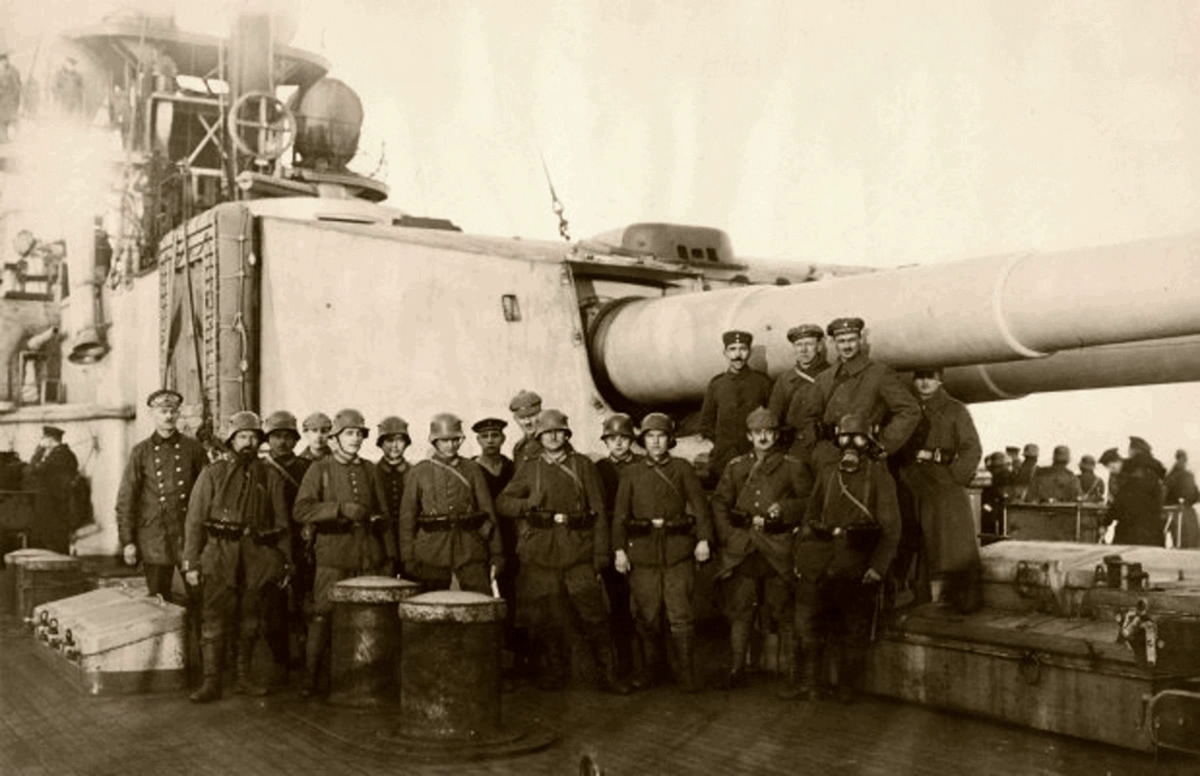
Torretta di prua della Westfalen, sul cielo della torretta si osserva la finestrella del puntatore e sulla sinistra parte di quella del telemetro.

La Westfalen era dotata di dodici cannoni da 28 centimetri (11 in) SK L/45 in sei torrette binate disposte ad esagono. L'armamento secondario era formato da dodici cannoni da 15 centimetri (5,9 in) SK L/45 e sedici da 8,8 centimetri (3,5 in) SK L/45, tutti montati in casamatta. Sulla nave erano installati sei tubi lanciasiluri da 45 centimetri (18 in) posti al di sotto della linea di galleggiamento. Uno dei lanciasiluri era montato a prua, uno a poppa, e due per ogni murata, alle due estremità della paratia antisiluro. La corazza di murata era spessa 300 millimetri (12 in) in corrispondenza della cittadella ed il ponte corazzato era spesso 80 millimetri (3,1 in). Le torrette erano protette da una corazza da 280 millimetri (11 in) e la torre di comando con uno spessore di 400 millimetri (16 in).

## Servizio
La Westfalen fu ordinata con il nome provvisorio di Ersatz Sachsen, in sostituzione della SMS Sachsen, una delle vecchie corazzate dell’omonima classe. Il Reichstag aveva approvato in segreto lo stanziamento per la Nassau e la Westfalen verso la fine del marzo del 1906, ma la costruzione della Westfalen fu ritardata dalle difficoltà di approvvigionamento della corazzatura e delle armi, così venne Impostata il 12 agosto 1907 presso i cantieri navali AG Weser di Brema. Come la per sua pariclasse, la Nassau, la costruzione fu condotta nella totale segretezza; il cantiere era sorvegliato da squadre di soldati, come lo erano i fornitori esterni, quali l'impresa di armamenti Krupp. La nave fu varata il 1 luglio del 1908, il discorso inaugurale fu tenuto dal presidente della provincia di Westfailia, Eberhard von der Recke (2 aprile 1847, Berlino - 16 aprile 1911, Münster). Dopo l’allestimento iniziale, a metà settembre, fu trasferita a Kiel con un equipaggio di operai del cantiere, ma il livello del fiume Weser era troppo basso, per ridurre il pescaggio gli furono fissate sei chiatte e dopo due tentativi riuscì a percorrere il fiume. Il 16 ottobre 1909, prima che la Westfalen entrasse in servizio, partecipò a Kiel alla cerimonia per l’inaugurazione della terza chiusa del canale Kaiser Wilhelm Canal. Le prove in mare furono condotte di seguito, interrotte dalle esercitazioni di flotta del febbraio 1910, e si conclusero il 3 maggio, due giorni dopo fu assegnata alla II. Division del I. Geschwader, dove sostituì la SMS Hannover.

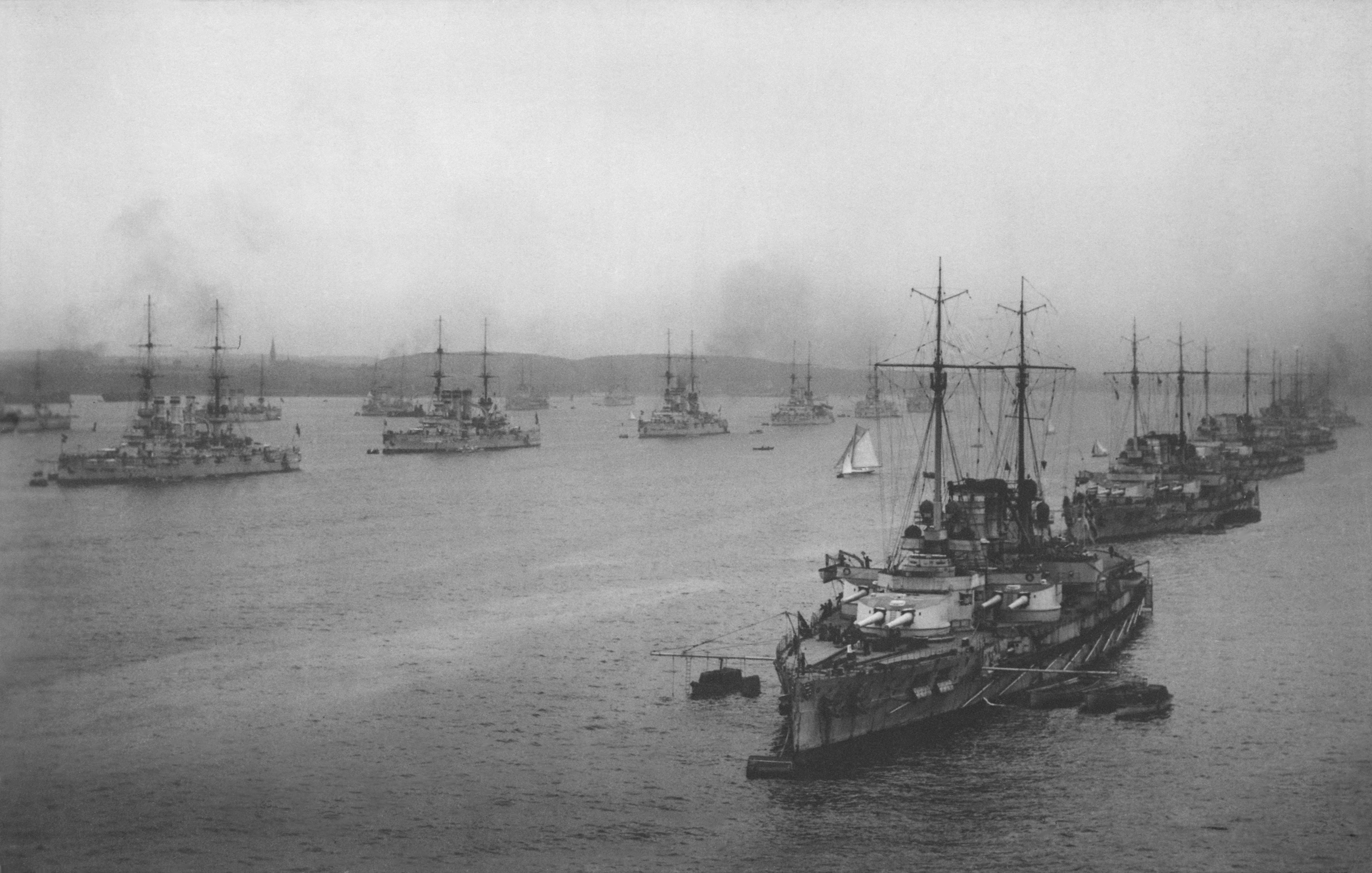
La squadra della Westfalen, il I. Geschwader, 2. Division a Kiel prima della guerra

### Prima Guerra mondiale
Alla mezzanotte del 4 agosto 1914, il Regno Unito dichiarò guerra alla Germania. Dopo una iniziale inattività, la Westfalen con il resto della flotta condusse diverse incursioni nel Mare del Nord a supporto delle azioni del I. Aufklärungsgruppe del contrammiraglio Franz von Hipper. Gli incrociatori da battaglia di Hipper bombardarono la costa inglese per attirare parti della Grand Fleet per distruggerle con l'aiuto dell'intera Hochseeflotte. Il 15–16 dicembre 1914 fu lanciata la prima di queste operazioni, il bombardamento di Scarborough, Hartlepool e Whitby. La sera del 15 dicembre, la flotta tedesca, forte di 12 navi da battaglia, inclusa la Westfalen con la sua squadra e otto corazzate pre-dreadnoughts, si avvicinò fino a sole 10 nmi (19 km) da una squadra isolata di sei navi da battaglia britanniche. Gli scontri, nel buio della notte, tra le flottiglie di cacciatorpediniere in ricognizione convinsero il comandante della flotta tedesca, l'ammiraglio Friedrich von Ingenohl, di essere di fronte all'intera Grand Fleet. Avendo ordini diretti da parte del Kaiser Wilhelm II di non rischiare l'integrità della flotta, von Ingenohl si allontanò dalle unità britanniche e fece rientro in porto. Verso la fine del marzo 1915, la Westfalen fu inviata in cantiere per fare della manutenzione programmata.

#### Battaglia del Golfo di Riga
Il 31 agosto 1915, molte unità della flotta tedesca furono trasferite nel Mar Baltico per partecipare ad un'incursione nel golfo di Riga. L'obiettivo era distruggere le forze navali russe nel golfo, comprendenti la corazzata pre-dreadnought Slava, e, con il posamine Deutschland, bloccare l'entrata dello stretto di Irben (accesso meridionale al Golfo di Riga) con un campo di mine. Le navi tedesche consistevano nella Westfalen e le altre tre navi da battaglia della classe Nassau, quattro navi da battaglia della classe Helgoland, e i tre incrociatori da battaglia Moltke, Von der Tann, e Seydlitz, oltre ad al naviglio minore di scorta. La task force era comandata da Franz von Hipper, che aveva ricevuto la promozione a viceammiraglio. Le otto navi da battaglia avevano la funzione di coprire le unità che avrebbero effettuato l’incursione. Il primo tentativo, dell’8 agosto, fallì perché non si riuscì a bonificare i campi di mine russi in tempo.
Il 16 agosto, la Posen e la Nassau guidarono il secondo tentativo di superare le difese del golfo. Già nel primo giorno dell'attacco le forze tedesche riuscirono a sfondare le difese russe, ma due unità minori tedesche —il dragamine T46 ed il cacciatorpediniere V99—furono affondate. Il 17, la Posen e la Nassau attaccarono, da lunga distanza, la corazzata Slava; misero a segno tre proietti che la costrinsero a ritirarsi in porto. Per il 19 agosto, i campi minati russi erano stati neutralizzati e la flottiglia tedesca fece il suo ingresso nel golfo. Già il giorno seguente, a causa dei rapporti sulla presenza di sommergibili alleati nell'area, le forze tedesche si ritirarono. Successivamente, l'ammiraglio Hipper notò: "mantenere delle navi di valore per un tempo considerevole in un'area dove l'attività dei sommergibili nemici è in costante aumento, con il conseguente rischio di danni e perdita totale delle stesse, era come indugiare in un gioco dove il rischio era sproporzionato rispetto al vantaggio di occupare il golfo prima della conquista di Riga da terra." In effetti, la mattina stessa, l'incrociatore da battaglia Moltke fu silurato. Il 21 agosto le navi tornarono ai propri porti.

#### Ritorno nel Mare del Nord
Alla fine di agosto la Westfalen ed il resto della Hochseeflotte tornarono ai loro ancoraggi nel Mare del Nord. Il 11–12 settembre la flotta compì una sortita al largo senza incontrare opposizione seguita il 23–24 ottobre da un'altra, sempre senza incontrare la flotta britannica. Il 4 marzo 1916, la Posen, la Nassau, la Westfalen, ed la Von der Tann si diressero a nord delle secche dell'Amrumbank per scortare l'incrociatore ausiliario Möwe, che tornava da una missione di guerra di corsa.
Un'altra sortita senza incontri fu programmata e attuata il 21–22 aprile 1916. Due giorni dopo fu deciso di partire per una missione di bombardamento costiero; la Westfalen si unì alle unità di supporto alla squadra di incrociatori da battaglia dell'ammiraglio Hipper che bombardarono i porti di Yarmouth e Lowestoft il 24–25 aprile. Nel corso dell'operazione l'incrociatore da battaglia Seydlitz fu danneggiato da una mina e dovette rientrare in porto. La scarsa visibilità fece interrompere prematuramente l'operazione non permettendo alla flotta britannica di intercettare quella tedesca.

#### Battaglia dello Jutland

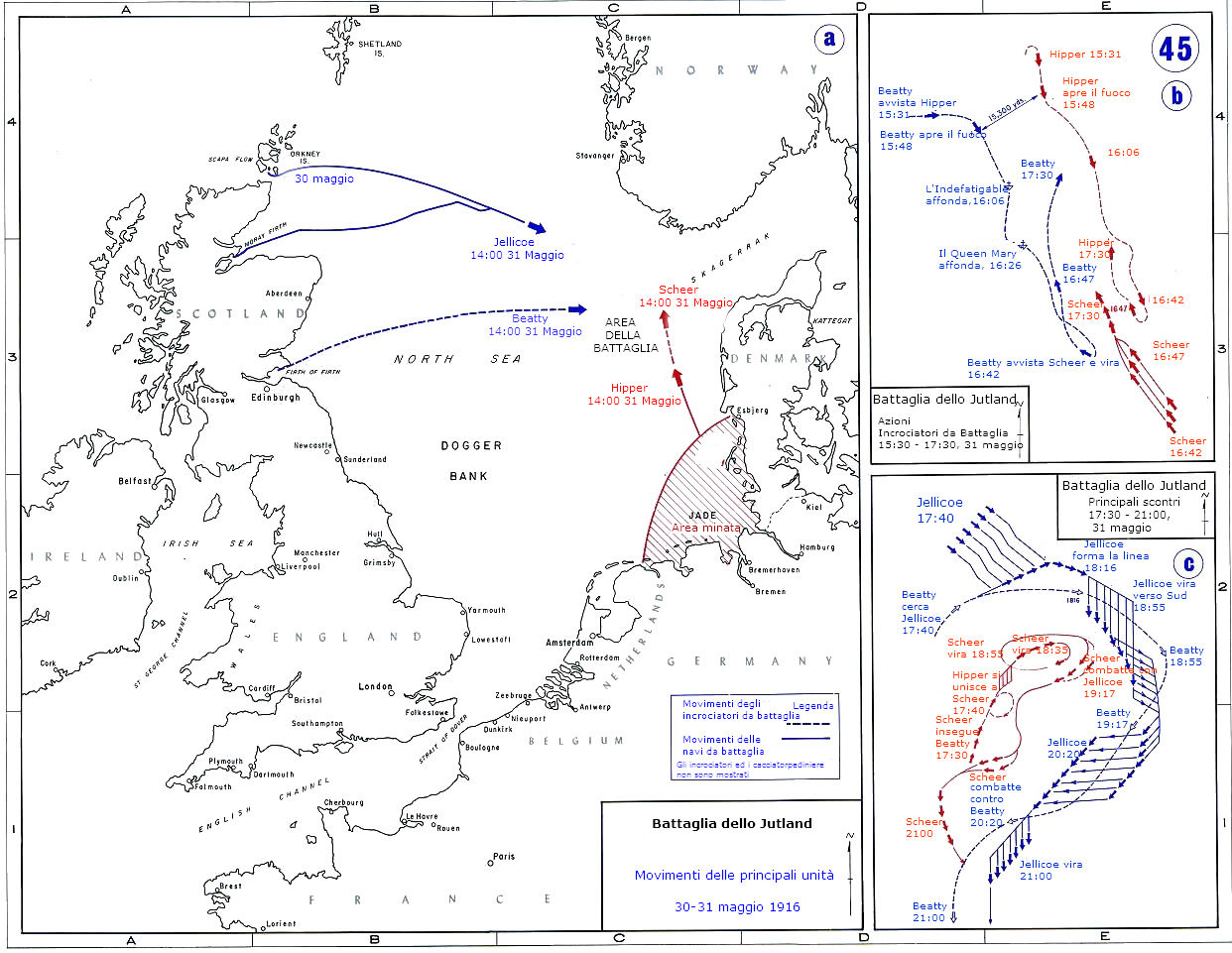
Schema della battaglia dello Jutland

L'ammiraglio Reinhard Scheer, successore al comando della flotta tedesca di von Ingenohl e Hugo von Pohl, programmò subito un'altra missione di bombardamento della costa inglese, ma i danni sulla Seydlitz ed i problemi ai condensatori di molte delle unità del III. Geschwader (le navi della classe Deutschland) fecero rinviare la data fino alla fine di maggio. La flotta tedesca lasciò l'estuario dello Jade alle 03:30 del 31 maggio. La Westfalen era inquadrata nella II. Division del I. Geschwader (IIª divisione della Iª squadra da battaglia) sotto il comando del contrammiraglio W. Engelhardt. La Westfalen era l’ultima nave della sua squadra, dietro le sue tre pariclasse. La II. Division era l'ultima unità di navi da battaglia moderne, seguite soltanto dalle pre-dreadnought del II. Geschwader.
Tra le 17:48 e le 17:52, la Westfalen insieme ad altre dieci navi da battaglia tedesche fecero fuoco contro la 2nd Light Cruiser Squadron (2ª squadra incrociatori leggeri) britannica, la distanza e la scarsa visibilità impedirono un tiro efficace. Alle 18:05, la Westfalen riprese il fuoco; contro un incrociatore leggero britannico, probabilmente il Southampton. Nonostante la distanza agevole, 18000 m, la Westfalen non centrò il bersaglio. A questo punto l’ammiraglio Scheer aveva ordinato la massima velocità per inseguire la flotta Britannica. La Westfalen riuscì a tenere 20 nodi. Per le 19:30 quando Scheer ordinò "virare ad ovest", la flotta tedesca aveva affrontato la Grand Fleet due volte per poi disimpegnarsi; nella manovra l'ordine della linea si era invertito ed il II. Geschwader era passato in testa, il capitano Redlich della Westfalen anticipò la manovra, portandosi in testa alla linea da battaglia tedesca.
Attorno alle 21:20, la Westfalen con la sua divisione fu attaccata dagli incrociatori da battaglia del 3rd Battlecruiser Squadron, diversi proietti di grosso calibro esplosero a breve distanza e inondarono di schegge il ponte. Subito dopo, furono avvistate due scie di siluro, risultate false. Fu ordinato di rallentare per permettere agli incrociatori da battaglia del I. Aufklarungruppe di passare avanti. Attorno alle 22:00, nella crescente oscurità, la Westfalen e la Rheinland avvistarono del naviglio sottile non identificato. Dopo aver fatto una segnalazione luminosa, le due navi, aprirono il fuoco e accostarono a destra per evitare una eventuale salva di siluri, seguite, nella manovra, dal I. Geschwader. Durante il breve incontro la Westfalen lanciò sette proietti da 28 cm nell’arco di due minuti e mezzo. Scheer ordinò alla di assumere di nuovo la guida della linea da battaglia al posto della squadra di pre-dreadnought preoccupato dalla vulnerabilità di quest’ultime ai siluri.
Attorno alle 00:30, l'avanguardia della linea tedesca incrociò le unità leggere da ricognizione britanniche. Ne seguì un violento combattimento a distanza ravvicinata, la Westfalen aprì il fuoco contro il cacciatorpediniere HMS Tipperary con le sue batterie da 15 cm e da 8,8 cm ad una distanza di circa 1800 m. La prima salva distrusse il ponte di comando ed il pezzo di prua del Tipperary. Nell’arco di cinque minuti, la Westfalen lanciò 92 proietti da 15 cm e 45 da 8,8 cm contro il Tipperary prima di virare 90 gradi a destra per evitare un’eventuale salva di siluri. La Nassau e molti incrociatori e cacciatorpediniere si unirono nell’attacco al Tipperary; la nave fu ridotta rapidamente ad un relitto in fiamme. Uno dei cacciatorpediniere britannico centrò il ponte della Westfalen con un proietto da 4 pollici (10 cm), uccidendo due uomini e ferendone otto, anche il capitano Redlich fu leggermente ferito. Alle 00:50, la Westfalen avvistò il cacciatorpediniere conduttore HMS Broke e aprì brevemente il fuoco, in circa 45 secondi lanciò 15 proietti da 15 cm e tredici da 8,8 cm prima di disimpegnarsi. Il Broke fu inquadrato anche da altre navi tedesche, tra cui l’incrociatore Rostock, fu colpito da almeno sette proietti ed ebbe 42 morti, sei dispersi e 34 feriti, nonostante i gravi danni, riuscì a disimpegnarsi e a tornare in porto. Dopo le 01:00, le fotoelettriche della Westfalen inquadrarono il cacciatorpediniere Fortune, che fu distrutto ed incendiato in pochi secondi dal fuoco concentrato della Westfalen e della Rheinland. Anche il cacciatorpediniere Turbulent fu affondato del fuoco della Westfalen.
Nonostante i violenti scontri notturni, la Hochseeflotte attraversò lo schieramento britannico e raggiunse lo Horns Reef alle 04:00 del primo giugno col la Westfalen in testa. Durante la battaglia la nave utilizzò 51 proietti da 28 cm, 176 da 15 cm e 106 da 8,8 cm. I pochi danni alla nave furono riparati a Wilhelmshaven entro il 17 giugno.

#### Sortita del 18–19 agosto
Durante la sortita della flotta tedesca il 18–19 agosto, il I. Aufklärungsgruppe (I Gruppo da ricognizione) aveva come missione il bombardamento della città portuale di Sunderland nel tentativo di attrarre e distruggere la squadra di Beatty. Il Moltke insieme al Von der Tann erano i soli incrociatori da battaglia operativi, per formare la squadra di attacco furono assegnate tre navi da battaglia: SMS Markgraf, SMS Grosser Kurfürst e la SMS Bayern entrata in servizio da poco. L'ammiraglio Scheer ed il resto della Hochseeflotte, forte di altre 15 navi da battaglia, con la Westfalen in coda, avrebbe seguito in copertura. Alle 06:00 del 19 agosto, la Westfalen fu silurata dal sommergibile britannico HMS E23, a circa 55 miglia nautiche (102 km) nord dell’isola di Terschelling. La nave imbarcò circa 800 t d’acqua, ma la paratia antisiluro resisté all’esplosione. Tre torpediniere la scortarono verso il ritorno, la Westfalen riuscì a tenere una velocità di 14 nodi durante il viaggio. L'Ammiragliato era conoscenza dei piani tedeschi e fece uscire la Grand Fleet per intercettare la sortita tedesca. Alle 14:35, Scheer fu informato dell'avvicinamento della Grand Fleet e, non volendo affrontare di nuovo la flotta britannica 11 settimane dopo il confronto dello Jutland, invertì la rotta e si ritirò in porto. Le riparazioni sulla Westfalen durarono fino al 26 settembre.
Dopo le riparazioni, la Westfalen fu condotta nel Mar Baltico per delle esercitazioni per poi tornare, il 4 ottobre, nel Mare del Nord. Il 19-20 ottobre partecipò ad una sortita della flotta verso il Dogger Bank, che non portò ad alcun incontro. Per la maggior parte del 1917 rimase in porto, non partecipando all’operazione Albion, ma stazionò al largo di Apenrade per prevenire eventuali interferenze britanniche.

### Spedizione in Finlandia

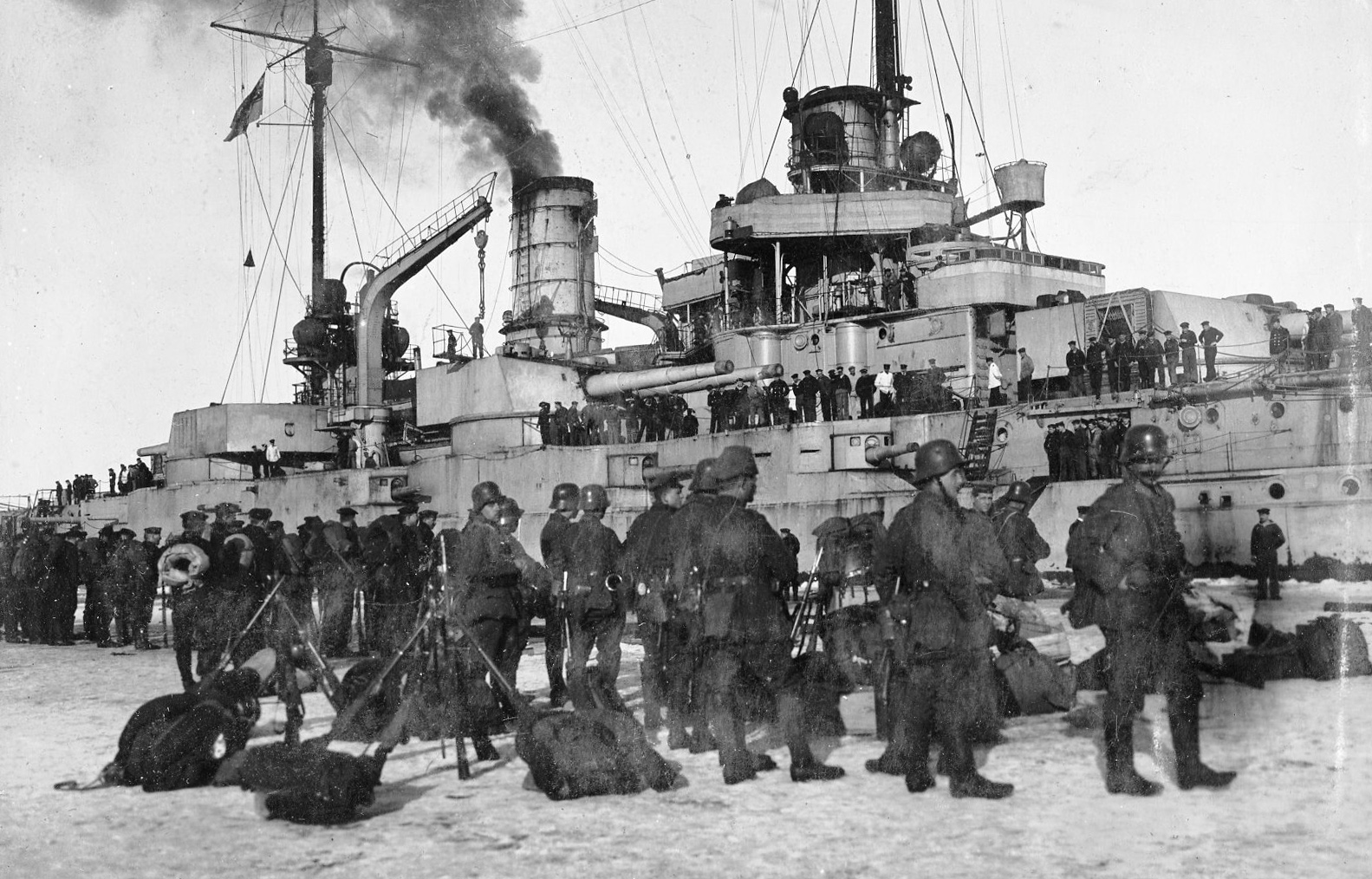
Truppe tedesche sull'isola di Åland, sullo sfondo la Westfalen o la Rheinland

Nel febbraio del 1918 la marina tedesca decise di inviare una spedizione in Finlandia in appoggio delle unità dell'esercito tedesco che stavano per intervenire nella guerra civile finlandese: la Guardia Bianca lottava per mantenere un governo conservatore libero dall'egemonia della nascente Unione Sovietica mentre la Guardia Rossa voleva instaurare una repubblica dei soviet. Il 23 febbraio, due navi della classe Posen, la Westfalen ed la Rheinland, furono assegnate alla Sonderverband Ostsee (unità speciale del Mar Baltico dell'esercito prussiano)  sotto il comando di Rüdiger von der Goltz, ed imbarcarono il 14º battaglione Jäger. Il mattino dopo di diressero verso le isole Åland che avrebbero costituito la base avanzata da cui doveva partire l'azione per l'occupazione del porto di Hanko. Da Hanko, la spedizione tedesca avrebbe attaccato la capitale Helsinki. La task force raggiunse l'isola di Åland il 5 marzo, dove fu intercettata dalle forze navali svedesi, la nave da difesa costiera HSwMS Sverige, la HSwMS Thor (1898), e la HSwMS Oscar II. Ne seguì una trattativa che portò alla concessione allo sbarco delle truppe tedesche sull'isola di Åland il 7 marzo, quindi la Westfalen fece ritorno a Danzica.
Il 31 marzo la Posen e la Westfalen lasciarono Danzica dirette all'isola di Russarö, che costituiva la difesa esterna della città di Hanko. La raggiunsero il 3 aprile, quando l'esercito tedesco conquistò facilmente il porto. La task force avanzò verso Helsinki; l'11 aprile forzarono il porto di Helsinki e sbarcarono i soldati, concludendo le operazioni di sbarco per il 13 aprile.
L'11 agosto del 1918, la Posen, la Westfalen, la Kaiser, e la Kaiserin fecero una sortita fuori dal porto di Wilhelmshaven in supporto di una azione di ricognizione da parte di una flottiglia di torpediniere al largo di Terschelling. Mentre era in missione, la Westfalen ebbe un’avaria grave alle caldaie, riducendo la sua velocità a 16 nodi. Dopo il rientro alla base, fu ritirata dal servizio ed utilizzata come nave scuola di artiglieria.

## Destino finale
L'11 novembre 1918, l'Armistizio pose fine alle ostilità; secondo gli accordi siglati, undici navi da battaglia e cinque incrociatori da battaglia sarebbero dovute essere internate nella base navale britannica di Scapa Flow per tutta la durata dei negoziati di pace. La Westfalen non era tra quelle, e quindi rimase in Germania. Le navi internate a Scapa Flow si autoaffondarono il 21 giugno 1919 per non essere requisite dagli Alleati, di conseguenza, la Westfalen e le altre navi da battaglia rimaste in Germania furono sequestrate in cambio di quelle che si erano autoaffondate. Il 5 novembre, la Westfalen fu radiata dal naviglio tedesco ed assegnata agli Alleati il 5 agosto 1920. Fu venduta ai demolitori di Birkenhead, che la demolirono per il 1924.